# Roberto Gutiérrez Díaz
Roberto Gutiérrez Díaz (Santa Cruz de Tenerife, 15 marzo 1991) è un calciatore spagnolo, portiere dell'Anguiano.

## Carriera
Cresciuto nelle giovanili del Tenerife, debutta in prima squadra il 12 maggio 2013 nel corso del match perso per 1-0 contro l'Alcalá.
Nel 2016 viene ceduto al Mirandés.